# 佳基夫
50°27′30″N 27°1′50″E / 50.45833°N 27.03056°E
季亞基夫（烏克蘭語：Дяків），是烏克蘭西部的村莊，隸屬赫梅利尼茨基州的舍佩蒂夫卡區。該村始建於1962年，面積2.18平方公里，海拔高度213米，2001年人口470，人口密度每平方公里215.6人。